# Петър Щърбанов
Петър Стефанов Щърбанов (роден през 1836 година) е вторият от братята Щърбанови и зет на Петър Дудеков. Получава образованието си в родния град. Владее турски и френски език. Участник е в основаният от Васил Левски революционен комитет през 1870 година. След това става член на комитета по подготовката на Априлското въстание и на Привременното българско правителство в Панагюрище след обявяването му. Участва в сраженията при отбраната на града. Къщата на Петър Дудеков е била едно от местата, където са се събирали членовете на съзаклятието.

## В края на битките
На 30 април 1876 г. Петър Щърбанов напуска позицията „Канлъ табия“ и отива да вземе семейството си от къщата на Дудеков. Там е събрано цялото население на махалата както и група въстаници. В ранния следобед около сградата и двора се появяват първите групи турски башибозуци, които се опитват да влязат в двора, но са отблъснати от стрелбата на въстаниците. Когато се събира по-голяма група башибозук, те разбиват вратата с брадви и влизат в двора. П. Дудеков е посечен на стълбището при прозореца към горния етаж. (Там и сега личат следи от това.) Заловените мъже от долния етаж също са избити, като кръвта потича и стига до зимника. Петър Щърбанов остава верен на революционната клетва „да не се даде жив в ръцете на врага“, и се самоубива на 30 април 1876 година в избата на Дудековата къща. Той постъпва като Кочо Честименски. Съсирената кръв е попила в дъските и оставила много следи навсякъде в къщата.

## Семейството на Петър Щърбанов
- Братята Павел, Петър, Филип, Лулчо и Димитъря Щърбанови са членове на априлското съзаклятие.[3]
- Децата, които има с жена си Нена са наречени Стефан, Павел, Нона и Прода.
- Стефан не оставя потомство, Нона умира четиригодишна от уплах в деня на бащината си смърт, Прода свързва живота си със Стефан Мачев, който е представител на друг голям революционен род в Панагюрище.